# Азебрук
Азебрук (фр. Hazebrouck) насеље јено место у Француској у региону Север-Па д Кале, у департману Север.
По подацима из 2011. године у општини је живело 21.741 становника, а густина насељености је износила 829,81 становника/km².

## Демографија
| 1962.  | 1968.  | 1975.  | 1982.  | 1990.  | 2011.  |
| ------ | ------ | ------ | ------ | ------ | ------ |
| 17.446 | 19.037 | 19.866 | 20.008 | 20.567 | 21.741 |

## Партнерски градови
- Soignies
- Faversham